# Anatomie eines Falls
Anatomie eines Falls (Originaltitel: Anatomie d’une chute, internationaler Titel: Anatomy of a Fall) ist ein französischer Spielfilm von Justine Triet aus dem Jahr 2023. Das Justizdrama handelt von einer deutschen Autorin, die in die Ermittlungen zur ungeklärten Todesursache ihres französischen Ehemanns gerät. Die Hauptrollen übernahmen Sandra Hüller, Swann Arlaud und Milo Machado Graner. Der Film wurde im Mai 2023 bei den Filmfestspielen in Cannes uraufgeführt und gewann die Goldene Palme, den Hauptpreis des Festivals. Am 23. August desselben Jahres kam Anatomie eines Falls regulär in die französischen Kinos. In Deutschland war der Kinostart am 2. November 2023. Bei der Oscarverleihung 2024 erhielt das Werk fünf Nominierungen, unter anderem als Bester Film, für die Beste Regie und Sandra Hüller als Beste Hauptdarstellerin und gewann den Oscar für das Beste Originaldrehbuch.

## Handlung
Das deutsch-französische Ehepaar Sandra und Samuel lebt mit seinem elfjährigen Sohn Daniel, der seit einem Unfall stark sehbehindert ist, in den französischen Alpen bei Grenoble. Sandra ist eine erfolgreiche Romanautorin, während Samuel als Dozent an der nahen Universität arbeitet. Daniel wird an zwei Tagen in der Woche zur Schule nach Grenoble gebracht, an den anderen Tagen wird er zu Hause von Samuel unterrichtet, weil dieser das so wollte.
Samuel führt Ausbauarbeiten an ihrem Chalet durch, um das Dachgeschoss an Touristen vermieten zu können. Als Daniel von einem Spaziergang mit seinem Hund Snoop zurückkehrt, stößt er auf seinen reglos und blutüberströmt im Schnee liegenden Vater, der offenbar vom Balkon oder aus dem Fenster des Dachgeschosses gestürzt ist. Daniel alarmiert seine Mutter, die einen Krankenwagen herbeiruft, doch es kann nur noch Samuels Tod festgestellt werden.
Die Kriminalpolizei untersucht den Fall, wobei offen bleibt, ob es sich um einen Unfall, einen Suizid oder ein von Sandra begangenes Tötungsdelikt handelt. Sandra hatte vor Samuels Sturz ein Interview mit der Studentin Zoé Solidor geführt, das die beiden abbrachen, als Samuel im Dachgeschoss sehr laute Musik hört. Nach Zoé hatte auch Daniel mit Snoop das Haus verlassen.
Zu ihrer Verteidigung beauftragt Sandra den Strafverteidiger Vincent, der einst in sie verliebt gewesen war. Er rät ihr, den Verdacht auf einen Suizid zu lenken, da ein Unfall unglaubwürdig sei. Die Staatsanwaltschaft erhebt Anklage, sodass es zu einem Gerichtsprozess gegen Sandra kommt, der großes Medieninteresse weckt. Sandra verteidigt sich zunächst, indem sie erklärt, sich nach dem abgebrochenen Interview in ihr Schlafzimmer zurückgezogen zu haben, um noch zu arbeiten und danach schlafen zu gehen. Vom Tod ihres Ehemannes sei sie erst durch Daniels Schreie alarmiert worden. Später berichtet sie von einem früheren Suizidversuch Samuels.
Im Lauf des Gerichtsprozesses, an dem Daniel auf eigenen Wunsch teilnimmt, wird die Beziehung seiner Eltern durchleuchtet. Die bisexuelle Sandra liebte Samuel, obwohl er sexuelle Intimität mit ihr seit Daniels Unfall mied. Sie hatte etwa ein Jahr vor seinem Tod Sex mit einer Frau. Während einer früheren Beziehungskrise, nach Daniels Unfall, hatte sie sexuelle Kontakte zu anderen Personen. Die Sehbehinderung Daniels ist einem Autounfall in London geschuldet, wo sie damals wohnten. Samuel hatte vergessen, den Vierjährigen von der Schule abzuholen; das Kindermädchen sollte es tun, kam aber zu spät, wobei es auf dem Heimweg zu dem Unfall kam, bei dem Daniels Sehnerv beschädigt wurde.
Samuels Schuldgefühle führten zu einer Schreibblockade und belasteten das Familienleben. Zugleich arbeitete Sandra ein Kapitel aus der Romanskizze ihres Ehemanns zu ihrem ersten Roman, L’éclipse, aus, der ihren Ruhm begründete. Durch die hohen Arztkosten für Daniel verschuldete sich das Paar. Zu Sandras Enttäuschung zog die Familie schließlich nach Frankreich in die Gegend, in der Samuel aufgewachsen war. Samuel besuchte einen Psychiater, der ihm ein Antidepressivum verschrieb. Er hatte das Gefühl, nicht mehr zum Schreiben zu kommen, weil er zu viel für die Familie zu tun habe. Sandra hingegen schrieb einen erfolgreichen Roman nach dem anderen und ließ sich dabei von realen Ereignissen aus ihrem Privatleben inspirieren.
An einem der Prozesstage lässt der Staatsanwalt als Beweisstück Tonaufzeichnungen Samuels abspielen, die Sandra belasten und sie als egoistisch erscheinen lassen könnten. Ein von Handgreiflichkeiten begleiteter Streit ist vernehmbar, der einen Tag vor Samuels Tod stattfand. Es stellt sich heraus, dass er, zunächst mit Sandra abgestimmt und später heimlich, Alltagssituationen mit dem Handy für ein potenzielles Romanprojekt dokumentierte. Weil sich kein Verlag dafür interessierte, drohte das Projekt zu scheitern.
Auch Daniel muss vor Gericht aussagen. Seine bei der Polizei gemachten Angaben erweisen sich als widersprüchlich. Damit er nicht von Sandra manipuliert werden kann, begleitet die Justizangestellte Marge den Alltag der beiden. Kurz vor seiner Vernehmung wünscht Daniel, das Wochenende ohne seine Mutter zu verbringen. Beunruhigt und niedergeschlagen zieht Sandra in ein Hotel. Der verunsicherte Daniel gibt Snoop 
Aspirin zu fressen, das sein Vater angeblich bei seinem Suizidversuch eingenommen hatte, um eine Theorie zu überprüfen. Der Hund war kurz nach Samuels Suizidversuch, von dem Daniel während der Gerichtsverhandlung erfährt, schwer erkrankt. Daniel vermutet, dass er damals die von Samuel erbrochenen Tabletten gefressen hatte. Tatsächlich zeigt Snoop dieselben schweren Symptome wie damals und wird von Marge gerettet.
Sandra wird freigesprochen, nachdem Daniel als letzter Zeuge ausgesagt hatte, dass sein Vater bei einer Erkrankung von Snoop auf dem Weg zum Tierarzt eine merkwürdige Unterhaltung mit ihm geführt hatte. Samuel deutete an, dass Snoop vielleicht sterben werde, dass man aber weiterleben müsse. Daniel sagt der Richterin, sein Vater habe wohl in Wirklichkeit über sich selbst gesprochen und ihn auf seinen Tod vorbereiten wollen. Nach dem Freispruch verbringt Sandra den Abend mit dem ihr romantisch verbundenen Vincent und ihren übrigen Unterstützern, ehe sie nach Hause zu Daniel und Snoop zurückkehrt.

## Entstehungsgeschichte

### Drehbuch und Besetzung

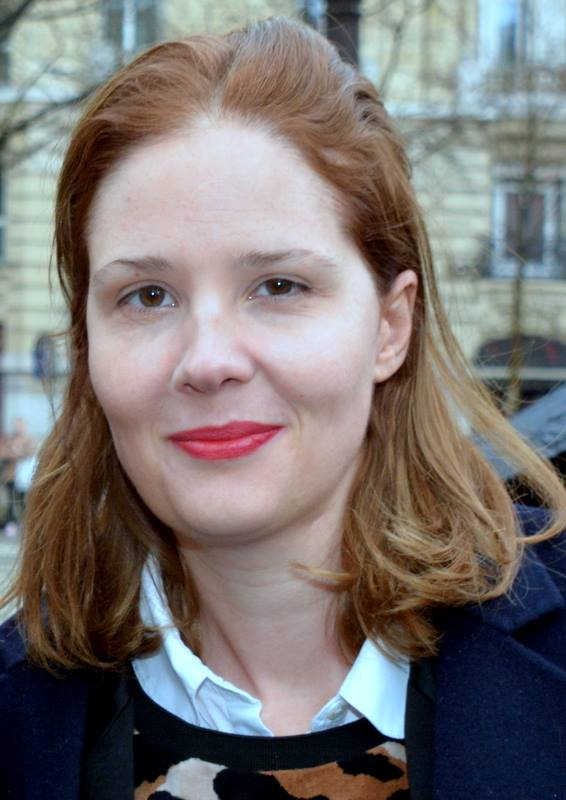
Regisseurin und Drehbuchautorin Justine Triet (2017)

Anatomie eines Falls ist der vierte Spielfilm der französischen Regisseurin Justine Triet. Das Drehbuch verfasste sie gemeinsam mit ihrem Lebensgefährten, dem Filmemacher Arthur Harari. Nach ihrem vorangegangenen Werk, Sibyl – Therapie zwecklos (2019), arbeitete sie erneut mit dem Produzenten David Thion (Les Films Pelléas), dem Kameramann Simon Beaufils, dem Cutter Laurent Sénéchal und der Schauspielerin Sandra Hüller zusammen. Triet hatte mit Hüller erneut zusammenarbeiten wollen und schrieb ihr die weibliche Hauptrolle auf den Leib. Die zweite Hauptrolle besetzte sie mit Swann Arlaud.
Als Ausgangspunkt für den Film diente Triet die Idee, einen Albtraum erlebbar zu machen. Sie wollte abermals einen Film über die Beziehung zwischen Männern und Frauen drehen. In Anatomie eines Falls wollte sie „untersuchen, wie ein Paar auseinanderbricht“. Dabei legte sie Wert darauf, „auf technische Weise“ die Geschichte eines Körpers zu erzählen, „der zusammenbricht“, und zugleich vom Zerfall einer Beziehung zu berichten. Daraufhin kam Triet die Idee eines kleinen Jungen, der an einem Prozess teilnimmt, der die Beziehung seiner Eltern methodisch analysiert. Als rechtlicher Berater stand Triet und Harari der Pariser Strafverteidiger Vincent Courcelle-Labrousse zur Seite. Beide zeigten sich überrascht vom Prozessverlauf in Frankreich, der ihnen etwa im Vergleich zu ähnlichen Verfahren in den USA ungeordnet schien. Triet bezeichnet Anatomie eines Falls als „einen sehr französischen Film“, der sich diametral zu den spektakuläreren US-amerikanischen Gerichtsfilmen verhalte.
Für die Rolle Samuels, der kaum im Film auftaucht, aber für die Geschichte von entscheidender Bedeutung ist, wählte Triet Samuel Theis aus. Triet hielt Theis für gutaussehend und mochte seine von ihm als „süß“ empfundene Stimme.
Für den Part des Filmsohns Daniel wollte Triet ursprünglich ein sehbehindertes Kind verpflichten. In vier Monaten Casting fand sich jedoch kein geeigneter Darsteller. Daraufhin wurde die Suche für weitere drei Monate auf nicht sehbehinderte Kinder ausgedehnt, bis Milo Machado Graner entdeckt wurde. Triet war von seiner Natürlichkeit beeindruckt. Als Vorbereitung erhielt er Klavierunterricht. Auch wurde er mit Hilfe von im Umgang mit Sehbehinderten erfahrenen Spezialisten angeleitet, einen Sehbehinderten darzustellen. Gewählt wurde eine starke Kurzsichtigkeit ohne Beeinträchtigung des peripheren Sehens. Triet beschrieb ihn als „ein Kind mit außergewöhnlichen intellektuellen und emotionalen Fähigkeiten und einer Art melancholischer Ausstrahlung“.
Antoine Reinartz, der den anklagenden Staatsanwalt spielte, wurde wegen seiner „Modernität“ ausgewählt. Er stelle ihn als „einen sehr verführerischen, hinterhältigen, extravaganten Bösewicht“ dar. Dagegen wirke Sandras Verteidiger Vincent, gespielt von Swann Arlaud, defensiv, sensibel und zerbrechlich. Triet empfand ihn als eine Art Doppelgänger des verstorbenen Samuel, auch aufgrund der äußerlichen Ähnlichkeit der beiden Männer.

### Dreharbeiten und Produktion

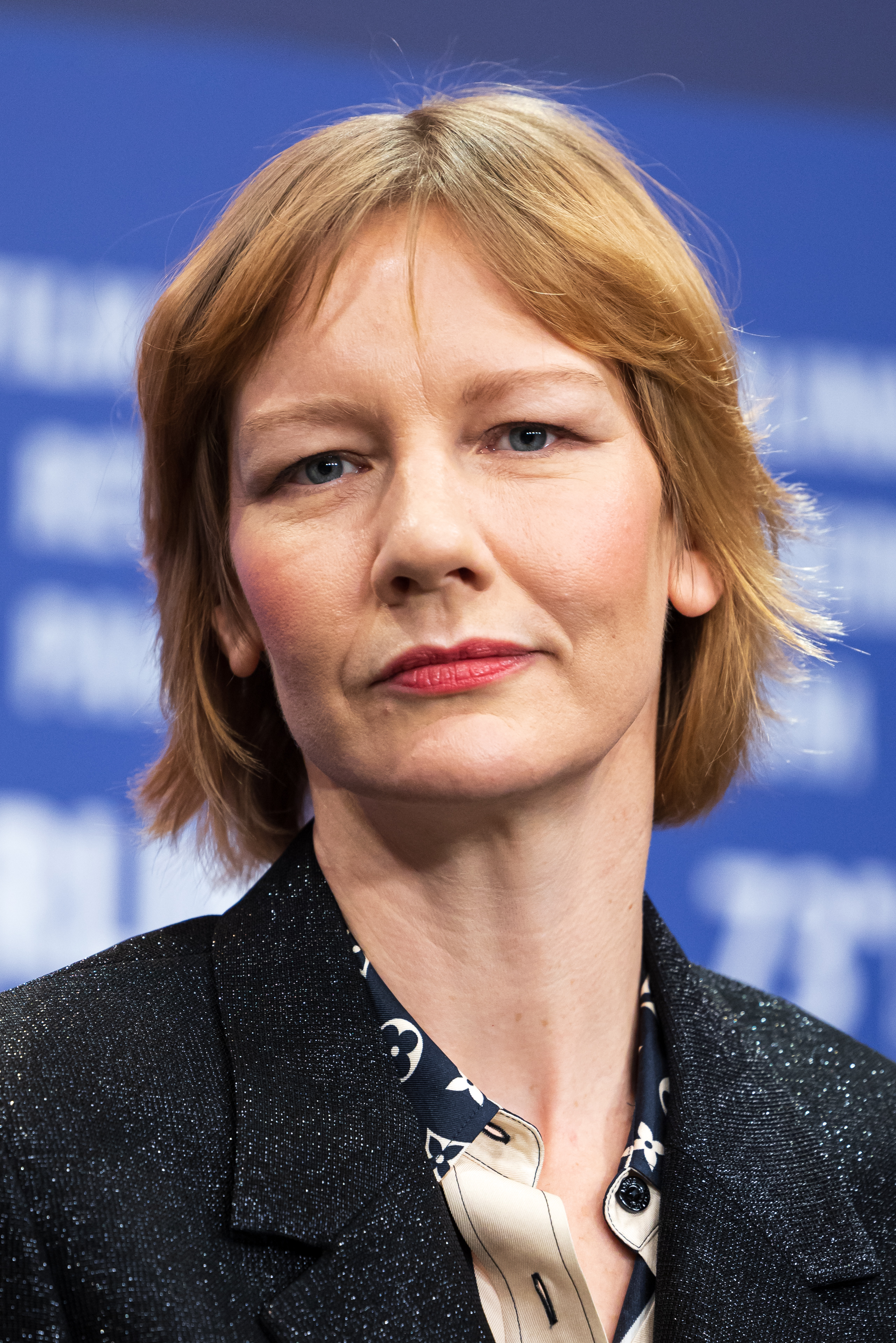
Sandra Hüller übernahm die Hauptrolle

Die Dreharbeiten begannen Anfang März 2022, neun Drehwochen waren angesetzt. Triet versuchte, ihre Schauspieler bei den Dreharbeiten nicht zurückzuhalten, sondern sie tief in ihre Rollen eintauchen zu lassen. Sie hatte das Gefühl, dass den „Darstellungen des Rechtssystems oft zu viel Gewicht“ beigemessen werde. Hüller habe laut Triet den Film wie nur wenige Darsteller förmlich „aufgesogen“ und war sehr zufrieden mit ihrer Leistung. Der Kinderdarsteller Milo Machado Graner bekam für den Part des Filmsohns Daniel viel Zeit eingeräumt, damit die zu drehenden Szenen mit ihm besprochen werden konnten. Bis zu Beginn der Dreharbeiten wurde er nicht über das Ende der Geschichte in Kenntnis gesetzt. Dadurch sollte er die Unsicherheit der Figur besser verkörpern. Auch sollte der Kinderdarsteller seinen Text nicht im Voraus lernen, um nicht verkrampft zu wirken.
Triet wollte den Film ursprünglich mit 35-mm-Filmmaterial drehen, aber das erwies sich als zu kostspielig, da sie viele Aufnahmen machte. Stattdessen schlug Kameramann Simon Beaufils vor, ältere Objektive an einer Alexa-Kamera auszuprobieren. Bei der Farbkorrektur des Films präsentierte sich das Material laut Triet als „rau und farbenfroh“. Dadurch wurde Triet klar, dass einen Film zu erstellen „auch ein technischer Prozess“ ist.
Zwar gibt es keine eigens für den Film komponierte Musik, trotzdem spielt Musik in dem Film eine dominierende Rolle, wobei eine von der Hamburger Bacao Rhythm & Steel Band interpretierte Steelpan-Version des 50 Cent-Hits P.I.M.P.  im scharfen Kontrast zu Klaviermusik von Chopin und Albéniz steht. Einige Passagen aus den Asturias von Albéniz, die Daniel immer wieder am Klavier übt, sind ebenso entscheidend für die Atmosphäre des Films wie der auf volle Lautstärke aufgedrehte Rap des Vaters.
Triet wollte zu einem fast dokumentarischen Realismus finden, weshalb sie Anatomie eines Falls als „rauer, nackter“ als ihre vorherigen Werke bezeichnet. Auch habe sich in dem Film „eine Obsession vom Fallen“ abgezeichnet. Die Vorstellung von einem fallenden Körper verfolgte Triet, seit sie den Vorspann der Fernsehserie Mad Men gesehen hatte. Sie wollte „keinen bequemen Film“ und wies ihren Editor, Laurent Sénéchal, an, das Tempo zu verlangsamen. Dadurch sollten die Filmaufnahmen „unvollkommen, verschwommen und ein wenig verwackelt“ wirken.
Neben David Thion war auch Marie-Ange Luciani (Les Films de Pierre) als Produzentin beteiligt. Weiterhin unterstützt wurde das Projekt von den Koproduzenten, France 2 Cinéma und Auvergne-Rhône-Alpes Cinéma, sowie vom Centre national du cinéma et de l’image animée (CNC), der Region Nouvelle-Aquitaine und den SOFICA-Unternehmen Indéfilms, Cofinova, Cinémage, Cineventure und Cinecap.
Die Produktionskosten wurden mit 6,2 Millionen Euro angegeben. Die Verwertungsrechte wurden vorab an Canal+, Ciné+ und France 2 veräußert.

### Synchronisation
Die deutschsprachige Synchronisation entstand nach einem Dialogbuch und unter der Dialogregie von Stephan Hoffmann für die in Berlin ansässige Cinephon Filmproduktions GmbH.
| Rollen (Auswahl)  | Darsteller          | Synchronsprecher |
| ----------------- | ------------------- | ---------------- |
| Sandra Voyter     | Sandra Hüller       | Sandra Hüller    |
| Vincent           | Swann Arlaud        | Johannes Raspe   |
| Daniel Maleski    | Milo Machado Graner | Francis Fanselow |
| Staatsanwalt      | Antoine Reinartz    | Nicola Mamone    |
| Samuel            | Samuel Theis        | Torben Liebrecht |
| Marge             | Jehnny Beth         | Franziska Endres |
| Nour Boudaoud     | Saadia Bentaïeb     | Silvia Mißbach   |
| Zoé Solidor       | Camille Rutherford  | Svantje Wascher  |
| Richterin Bollène | Anne Rotger         | Agnes Hilpert    |
| Monica            | Sophie Fillières    | Almut Zydra      |

## Veröffentlichung und Rezeption
Die Premiere war am 21. Mai 2023 bei den Filmfestspielen in Cannes, wo der Film in den internationalen Wettbewerb eingeladen wurde. Am 23. August 2023 kam er im Verleih Le Pacte in die französischen Kinos. Am 2. November 2023 gelangte er im Verleih von Plaion Pictures auch in die deutschen Kinos.
Im internationalen Kritikerspiegel des Branchenmagazins Screen International erhielt Anatomie eines Falls drei von vier möglichen Sternen und belegte unter allen Wettbewerbsfilmen einen geteilten zweiten Platz hinter dem finnischen Beitrag Fallende Blätter (3,2).
In einem rein französischen Kritikerspiegel im Online-Magazin Le film français trauten 5 der 15 Rezensenten Triet den Gewinn der Goldenen Palme zu, so viele wie bei keinem anderen Film. IndieWire listete den Film auf den ersten Platz seiner möglichen Palmen-Anwärter.
In einer vom US-amerikanischen Branchendienst organisierten Wahl unter 60 internationalen Kritikern belegte Anatomie eines Falls mit großem Abstand einen dritten Platz als bester Festivalbeitrag, hinter The Zone of Interest und dem finnischen Beitrag Fallende Blätter. Justine Triet und Arthur Harari wurde dagegen das beste Drehbuch zugestanden.
Etienne Sorin von der Tageszeitung Le Figaro lobte Triets Regiearbeit als gekonnte Mischung von Ingmar Bergmans Szenen einer Ehe und Otto Premingers Anatomie eines Mordes. Auch fühlte er sich an Stanley Kubricks Shining erinnert. Paarbeziehungen seien die „große Geschichte“ von Triets Kino. Anatomie eines Falls sei „ein echter Gerichtsfilm“ und „brillant inszeniert“.
Im französischen Kritikenspiegel der Webseite Allociné erhielt Anatomie eines Falls eine Bewertung von 4,4 von 5 möglichen Sternen. Die Höchstwertung wurde unter anderem von den Kritikern von 20 minutes, L’Humanité, Les Inrockuptibles, Le Journal du Dimanche, Libération, Marie Claire, L’Obs, Ouest-France und Paris Match vergeben. Die Cahiers du cinéma, Le Figaro und Le Monde vergaben vier Sterne an den Film.
Josef Lederle vom deutschen Online-Portal Filmdienst lobte die Hauptdarstellerin, Sandra Hüller, für ihr außergewöhnliches, höchst nuanciertes Spiel, das noch mehr biete als ihre Leistung im Wettbewerbsbeitrag The Zone of Interest. Anatomie eines Falls entwickle sich „nach einem etwas schleppenden Beginn im Ringen um die Frage, was wirklich geschah, zu einem packenden Beziehungsdrama“.
Von den auf der Webseite Rotten Tomatoes nach der Premiere aufgeführten mehr als 283 Kritiken waren 96 Prozent positiv („fresh“). Dies ergab eine Durchschnittswertung von 8,6 von 10 möglichen Punkten. Die Meinungen der Rezensenten zusammengefasst, biete das Werk „einen intelligenten, solide ausgearbeiteten Ablauf, der in einem Familiendrama verankert“ sei. Hüller und Triet hätten „auf Hochtouren“ gearbeitet.
Auf der Webseite Metacritic erhielt das Werk eine Bewertung von 86 von 100 möglichen Punkten, basierend auf 44 ausgewerteten englischsprachigen Kritiken. Dies entspricht einhelligem Beifall („universal acclaim“), für Triets Regiearbeit wurde eine eindeutige Filmempfehlung („must-see“) ausgesprochen.
An den französischen Kinokassen war Anatomie eines Falls ebenfalls erfolgreich. Am Ende des Kinojahres 2023 verzeichnete der Film 1,3 Millionen Besucher, womit er unter den französischen Produktionen den sechsten Platz belegte, hinter Asterix & Obelix im Reich der Mitte (4,45 Mio. Besucher), Alibi.com 2 (4,18 Mio.), Die drei Musketiere – D’Artagnan (3,33 Mio.),  3 jours max (1,88 Mio.) und Miraculous: Ladybug & Cat Noir – Der Film (1,64 Mio.).
International erzielte Anatomy of a Fall ein Einspielergebnis von 34,9 Millionen US-Dollar. Bis zum 24. März 2024 verzeichnete der Film in Deutschland 485.995 Besucher bei einem Einspielergebnis von knapp fünf Millionen Euro.

## Auszeichnungen

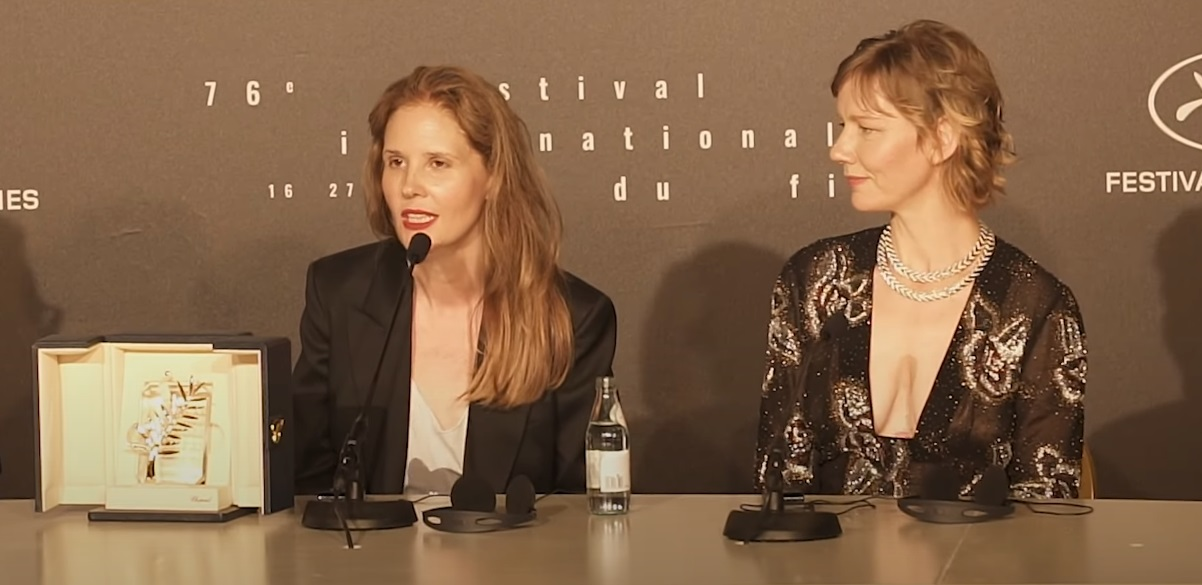
Justine Triet (links) und Sandra Hüller mit der gewonnenen Goldenen Palme in Cannes für Anatomie eines Falls

In der Filmpreissaison 2023/24 wurde Anatomie eines Falls für mehr als 200 Film- und Festivalpreise nominiert, von denen das Werk mehr als 90 gewinnen konnte. Neben der Goldenen Palme, den Hauptpreis des 76. Filmfestivals von Cannes, folgten zwei Golden Globe Awards als beste fremdsprachige Produktion und für das beste Drehbuch sowie fünf Europäische Filmpreise, drei Prix Lumières und sechs Césars. Die Filmkritikervereinigungen von New York, Los Angeles, das National Board of Review und die Critics Choice Association zeichneten Anatomie eines Falls als beste fremdsprachige bzw. internationale Filmproduktion aus. Bei der Oscarverleihung 2024 erhielt das Werk den Preis für das Beste Originaldrehbuch sowie vier weitere Nominierungen. Berücksichtigt wurde die Produktion als Bester Film, für die Beste Regie, den Besten Schnitt und Sandra Hüller als Beste Hauptdarstellerin. Die Schauspielerin war bereits zuvor unter anderem mit dem Europäischen Filmpreis, Los Angeles Film Critics Association Award, National Society of Film Critics Award und dem französischen Prix Lumière und César geehrt worden.
| Filmfestival / Filmpreis (Auswahl)               | Kategorie                                    | Resultat  | Preisträger/ Nominierte                                       |
| ------------------------------------------------ | -------------------------------------------- | --------- | ------------------------------------------------------------- |
| AAFCA Awards 2024                                | Top 10 Filme                                 | Gewonnen  | k. A.                                                         |
| Alliance of Women Film Journalists Awards 2024   | Bester Film                                  | Nominiert | k. A.                                                         |
| Alliance of Women Film Journalists Awards 2024   | Bester internationaler Film                  | Nominiert | k. A.                                                         |
| Alliance of Women Film Journalists Awards 2024   | Beste Regie                                  | Nominiert | Justine Triet                                                 |
| Alliance of Women Film Journalists Awards 2024   | Beste Regisseurin                            | Gewonnen  | Justine Triet                                                 |
| Alliance of Women Film Journalists Awards 2024   | Bestes Originaldrehbuch                      | Nominiert | Justine Triet, Arthur Harari                                  |
| Alliance of Women Film Journalists Awards 2024   | Beste Drehbuchautorin                        | Nominiert | Justine Triet                                                 |
| Alliance of Women Film Journalists Awards 2024   | Beste Hauptdarstellerin                      | Nominiert | Sandra Hüller                                                 |
| Alliance of Women Film Journalists Awards 2024   | Bester Schnitt                               | Nominiert | Laurent Sénéchal                                              |
| Atlanta Film Critics Circle Awards 2023          | Bester internationaler Film                  | Gewonnen  | Frankreich                                                    |
| Boston Society of Film Critics Awards 2023       | Beste Hauptdarstellerin                      | Runner-up | Sandra Hüller                                                 |
| British Academy Film Awards 2024                 | Bester Film                                  | Nominiert | Marie-Ange Luciani, David Thion                               |
| British Academy Film Awards 2024                 | Bester nicht-englischsprachiger Film         | Nominiert | Justine Triet, Marie-Ange Luciani, David Thion                |
| British Academy Film Awards 2024                 | Beste Regie                                  | Nominiert | Justine Triet                                                 |
| British Academy Film Awards 2024                 | Bestes Originaldrehbuch                      | Gewonnen  | Justine Triet, Arthur Harari                                  |
| British Academy Film Awards 2024                 | Beste Hauptdarstellerin                      | Nominiert | Sandra Hüller                                                 |
| British Academy Film Awards 2024                 | Bestes Casting                               | Nominiert | Cynthia Arra                                                  |
| British Academy Film Awards 2024                 | Bester Schnitt                               | Nominiert | Laurent Sénéchal                                              |
| British Independent Film Awards 2023             | Bester internationaler Independentfilm       | Gewonnen  | Justine Triet, Arthur Harari, Marie-Ange Luciani, David Thion |
| Filmfestival von Brüssel 2023                    | Bester internationaler Film                  | Nominiert | Justine Triet                                                 |
| Filmfestival von Brüssel 2023                    | Publikumspreis – Bester internationaler Film | Gewonnen  | Justine Triet                                                 |
| Filmfestival von Cannes 2023                     | Goldene Palme – Bester Film                  | Gewonnen  | Justine Triet                                                 |
| Filmfestival von Cannes 2023                     | Palm Dog Award                               | Gewonnen  | Messi                                                         |
| Filmfestival von Cannes 2023                     | Queer Palm                                   | Nominiert | Justine Triet                                                 |
| César 2024                                       | Bester Film                                  | Gewonnen  | Marie-Ange Luciani, David Thion                               |
| César 2024                                       | Beste Regie                                  | Gewonnen  | Justine Triet                                                 |
| César 2024                                       | Beste Hauptdarstellerin                      | Gewonnen  | Sandra Hüller                                                 |
| César 2024                                       | Bester Nebendarsteller                       | Gewonnen  | Swann Arlaud                                                  |
| César 2024                                       | Bester Nebendarsteller                       | Nominiert | Antoine Reinartz                                              |
| César 2024                                       | Bester Nachwuchsdarsteller                   | Nominiert | Milo Machado-Graner                                           |
| César 2024                                       | Bestes Originaldrehbuch                      | Gewonnen  | Justine Triet, Arthur Harari                                  |
| César 2024                                       | Beste Kamera                                 | Nominiert | Simon Beaufils                                                |
| César 2024                                       | Bestes Szenenbild                            | Nominiert | Emmanuelle Duplay                                             |
| César 2024                                       | Bester Schnitt                               | Gewonnen  | Laurent Sénéchal                                              |
| César 2024                                       | Bester Ton                                   | Nominiert | Julien Sicart, Fanny Martin, Jeanne Deplancq, Olivier Goinard |
| César 2024                                       | César des lycéens                            | Nominiert | Justine Triet                                                 |
| Chicago Film Critics Association Awards 2023     | Bester fremdsprachiger Film                  | Nominiert | k. A.                                                         |
| Chicago Film Critics Association Awards 2023     | Bestes Originaldrehbuch                      | Nominiert | Justine Triet, Arthur Harari                                  |
| Chicago Film Critics Association Awards 2023     | Beste Hauptdarstellerin                      | Nominiert | Sandra Hüller                                                 |
| Chicago Film Critics Association Awards 2023     | Vielversprechendster Schauspieler            | Nominiert | Milo Machado Graner                                           |
| Critics’ Choice Movie Awards 2024                | Bester fremdsprachiger Film                  | Gewonnen  | k. A.                                                         |
| Critics’ Choice Movie Awards 2024                | Beste Hauptdarstellerin                      | Nominiert | Sandra Hüller                                                 |
| Critics’ Choice Movie Awards 2024                | Bester Nachwuchsdarsteller                   | Nominiert | Milo Machado Graner                                           |
| Eddie Awards 2024                                | Bester Schnitt – Filmdrama                   | Nominiert | Laurent Sénéchal                                              |
| Europäischer Filmpreis 2023                      | Bester Film                                  | Gewonnen  | Justine Triet                                                 |
| Europäischer Filmpreis 2023                      | Beste Regie                                  | Gewonnen  | Justine Triet                                                 |
| Europäischer Filmpreis 2023                      | Bestes Drehbuch                              | Gewonnen  | Justine Triet, Arthur Harari                                  |
| Europäischer Filmpreis 2023                      | Beste Darstellerin                           | Gewonnen  | Sandra Hüller                                                 |
| Europäischer Filmpreis 2023                      | Bester Schnitt                               | Gewonnen  | Laurent Sénéchal                                              |
| Europäischer Filmpreis 2023                      | European University Film Award               | Gewonnen  | Justine Triet                                                 |
| Golden Globe Awards 2024                         | Bester Film – Drama                          | Nominiert | k. A.                                                         |
| Golden Globe Awards 2024                         | Bestes Drehbuch                              | Gewonnen  | Justine Triet, Arthur Harari                                  |
| Golden Globe Awards 2024                         | Beste Hauptdarstellerin – Drama              | Nominiert | Sandra Hüller                                                 |
| Golden Globe Awards 2024                         | Bester fremdsprachiger Film                  | Gewonnen  | Frankreich                                                    |
| Golden Tomato Awards 2024                        | Bester Mysteryfilm und Thriller              | Gewonnen  | k. A.                                                         |
| Gotham Awards 2023                               | Bester internationaler Film                  | Gewonnen  | Justine Triet, Marie-Ange Luciani, David Thion                |
| Gotham Awards 2023                               | Bestes Drehbuch                              | Gewonnen  | Justine Triet, Arthur Harari                                  |
| Goya 2024                                        | Bester europäischer Film                     | Gewonnen  | k. A.                                                         |
| Independent Spirit Awards 2024                   | Bester internationaler Film                  | Gewonnen  | Frankreich                                                    |
| Locarno Film Festival 2023                       | Publikumspreis – Prix du public UBS          | Nominiert | Justine Triet                                                 |
| London Critics’ Circle Film Awards 2024          | Bester Film                                  | Nominiert | k. A.                                                         |
| London Critics’ Circle Film Awards 2024          | Bester fremdsprachiger Film                  | Nominiert | k. A.                                                         |
| London Critics’ Circle Film Awards 2024          | Bestes Drehbuch                              | Gewonnen  | Justine Triet, Arthur Harari                                  |
| London Critics’ Circle Film Awards 2024          | Beste Hauptdarstellerin                      | Nominiert | Sandra Hüller                                                 |
| Los Angeles Film Critics Association Awards 2023 | Bester fremdsprachiger Film                  | Gewonnen  | k. A.                                                         |
| Los Angeles Film Critics Association Awards 2023 | Beste Hauptrolle                             | Gewonnen  | Sandra Hüller                                                 |
| Los Angeles Film Critics Association Awards 2023 | Bester Schnitt                               | Gewonnen  | Laurent Sénéchal                                              |
| Prix Lumières 2024                               | Bester Film                                  | Gewonnen  | k. A.                                                         |
| Prix Lumières 2024                               | Beste Regie                                  | Nominiert | Justine Triet                                                 |
| Prix Lumières 2024                               | Bestes Drehbuch                              | Gewonnen  | Justine Triet, Arthur Harari                                  |
| Prix Lumières 2024                               | Beste Darstellerin                           | Gewonnen  | Sandra Hüller                                                 |
| Prix Lumières 2024                               | Bester Nachwuchsdarsteller                   | Nominiert | Milo Machado Graner                                           |
| Prix Lumières 2024                               | Beste Kamera                                 | Nominiert | Simon Beaufils                                                |
| Manaki Brothers Film Festival 2023               | Beste Kamera                                 | Nominiert | Simon Beaufils                                                |
| NAACP Image Awards 2024                          | Bester fremdsprachiger Film                  | Nominiert | k. A.                                                         |
| National Board of Review Awards 2023             | Bester internationaler Film                  | Gewonnen  | k. A.                                                         |
| National Society of Film Critics Awards 2024     | Bester fremdsprachiger Film                  | Runner-up | k. A.                                                         |
| National Society of Film Critics Awards 2024     | Beste Hauptdarstellerin                      | Gewonnen  | Sandra Hüller                                                 |
| New York Film Critics Circle Awards 2023         | Bester internationaler Film                  | Gewonnen  | k. A.                                                         |
| Online Film Critics Society Awards 2024          | Bester Film                                  | Nominiert | k. A.                                                         |
| Online Film Critics Society Awards 2024          | Bester fremdsprachiger Film                  | Gewonnen  | k. A.                                                         |
| Online Film Critics Society Awards 2024          | Bestes Originaldrehbuch                      | Nominiert | Justine Triet, Arthur Harari                                  |
| Online Film Critics Society Awards 2024          | Beste Hauptdarstellerin                      | Nominiert | Sandra Hüller                                                 |
| Online Film Critics Society Awards 2024          | Bester Schnitt                               | Nominiert | Laurent Sénéchal                                              |
| Oscar                                            | Bester Film                                  | Nominiert | Marie-Ange Luciani, David Thion                               |
| Oscar                                            | Beste Regie                                  | Nominiert | Justine Triet                                                 |
| Oscar                                            | Bestes Originaldrehbuch                      | Gewonnen  | Arthur Harari, Justine Triet                                  |
| Oscar                                            | Beste Hauptdarstellerin                      | Nominiert | Sandra Hüller                                                 |
| Oscar                                            | Bester Schnitt                               | Nominiert | Laurent Sénéchal                                              |
| Producers Guild of America Awards 2024           | Bester Kinofilm                              | Nominiert | k. A.                                                         |
| Satellite Awards 2023                            | Bester fremdsprachiger Film                  | Nominiert | k. A.                                                         |
| Satellite Awards 2023                            | Bestes Originaldrehbuch                      | Nominiert | Justine Triet, Arthur Harari                                  |
| Satellite Awards 2023                            | Beste Hauptdarstellerin – Drama              | Nominiert | Sandra Hüller                                                 |
| Filmfestival von Sydney 2023                     | Publikumspreis – Bester internationaler Film | Gewonnen  | Justine Triet                                                 |
| Toronto Film Critics Association Awards 2023     | Beste Regie                                  | Runner-up | Justine Triet                                                 |
| Toronto Film Critics Association Awards 2023     | Beste Hauptrolle                             | Gewonnen  | Sandra Hüller                                                 |